# Viva Hinds
 (septembre 2024).
La mise en forme du texte ne suit pas les recommandations de Wikipédia : il faut le « wikifier ».
Les points d'amélioration suivants sont les cas les plus fréquents. Le détail des points à revoir est peut-être précisé sur la page de discussion.
- Les titres sont pré-formatés par le logiciel. Ils ne sont ni en capitales, ni en gras.
- Le texte ne doit pas être écrit en capitales (les noms de famille non plus), ni en gras, ni en italique, ni en « petit »…
- Le gras n'est utilisé que pour surligner le titre de l'article dans l'introduction, une seule fois.
- L'italique est rarement utilisé : mots en langue étrangère, titres d'œuvres, noms de bateaux, etc.
- Les citations ne sont pas en italique mais en corps de texte normal. Elles sont entourées par des guillemets français : « et ».
- Les listes à puces sont à éviter, des paragraphes rédigés étant largement préférés. Les tableaux sont à réserver à la présentation de données structurées (résultats, etc.).
- Les appels de note de bas de page (petits chiffres en exposant, introduits par l'outil «  Source ») sont à placer entre la fin de phrase et le point final[comme ça].
- Les liens internes (vers d'autres articles de Wikipédia) sont à choisir avec parcimonie. Créez des liens vers des articles approfondissant le sujet. Les termes génériques sans rapport avec le sujet sont à éviter, ainsi que les répétitions de liens vers un même terme.
- Les liens externes sont à placer uniquement dans une section « Liens externes », à la fin de l'article. Ces liens sont à choisir avec parcimonie suivant les règles définies. Si un lien sert de source à l'article, son insertion dans le texte est à faire par les notes de bas de page.
- La présentation des références doit suivre les conventions bibliographiques. Il est recommandé d'utiliser les modèles {{Ouvrage}}, {{Chapitre}}, {{Article}}, {{Lien web}} et/ou {{Bibliographie}}. Le mode d'édition visuel peut mettre en forme automatiquement les références.
- Insérer une infobox (cadre d'informations à droite) n'est pas obligatoire pour parachever la mise en page.

Pour une aide détaillée, merci de consulter Aide:Wikification.
Si vous pensez que ces points ont été résolus, vous pouvez retirer ce bandeau et améliorer la mise en forme d'un autre article.
Albums de Hinds
The Prettiest Curse
Singles
1. Coffee
Sortie : février 2024
2. Boom Boom Back (avec Beck)
Sortie : mai 2024
3. En Forma
Sortie : juin 2024
4. Superstar
Sortie : juillet 2024
5. The Bed, the Room, the Rain and You
Sortie : août 2024

Viva Hinds est le quatrième album studio du groupe de garage rock espagnol Hinds. L'album est sorti le 6 septembre 2024 sur le label Lucky Number ; il est le premier album du groupe en quatre ans depuis la sortie en 2020 de The Prettiest Curse . L'album marque la première sortie du groupe depuis le départ du bassiste Ade Martin et du batteur Amber Grimbergen qui ont quitté le groupe en 2022,. Viva Hinds a été précédé par les singles et les clips vidéo de Coffee,, Boom Boom Back, En Forma, Superstar et The Bed, the Room, the Rain and You.
L'album est produit par l'ancien batteur de The Vaccines, Pete Robertson et inclut des collaborations avec Beck et le chanteur de Fontaines D.C., Grian Chatten.L'album contient également les deux premières chansons du groupe en espagnol.
Peu après la sortie de l'album, le titre En Forma est annoncé sur la bande-son officielle du jeu vidéo EA Sports FC 25.
Un titre additionnel, Bats est publié en octobre.

## Liste des pistes
| No  | Titre                               | Auteur                                                                               | Durée |
| --- | ----------------------------------- | ------------------------------------------------------------------------------------ | ----- |
| 1.  | Hi, How Are You                     | Carlotta Cosials, Ana García Perrote, Jason Bell, Jordan Miller, Sean Silverman      | 2:38  |
| 2.  | The Bed, The Room, The Rain and You | Carlotta Cosials, Ana García Perrote, Sean Silverman                                 | 2:28  |
| 3.  | Boom Boom Back (feat. Beck)         | Carlotta Cosials, Ana García Perrote, Jennifer Decilveo, Beck Hansen, Sean Silverman | 3:24  |
| 4.  | Stranger (feat. Grian Chatten)      | Carlotta Cosials, Ana García Perrote, Grian Chatten, Sean Silverman                  | 3:27  |
| 5.  | Superstar                           | Carlotta Cosials, Ana García Perrote                                                 | 4:03  |
| 6.  | Mala Vista                          | Carlotta Cosials, Ana García Perrote, Javier Rodriguez                               | 3:28  |
| 7.  | On My Own                           | Carlotta Cosials, Ana García Perrote, Sean Silverman                                 | 2:32  |
| 8.  | Coffee                              | Carlotta Cosials, Ana García Perrote, Jason Bell, Jordan Miller                      | 2:30  |
| 9.  | En Forma                            | Carlotta Cosials, Ana García Perrote                                                 | 3:48  |
| 10. | Bon Voyage                          | Carlotta Cosials, Ana García Perrote, Javier Rodriguez                               | 3:02  |
| 11. | Bats (bonus track)                  |                                                                                      | 3:04  |

## Crédits
- Carlotta Cosials – chant, guitare
- Ana García Perrote – chant, guitare
- Pete Robertson – production (tous les titres), ingénieur du son (titre 8)
- Matt Colton – mastering
- César Edmunds – mixage
- Tom Roach – ingénieur du son